# 螺洲天后宫
螺洲天后宫，位于中国福建省福州市仓山区螺洲镇店前村，坐北朝南，占地面积585平方米，前后两进，由门廊、天井、大殿、后殿等组成。大殿面阔三间，进深五柱；门楼为木牌楼式。内有清嘉庆年间兵部尚书陈若霖等人重修天后宫捐款碑及天后宫历史沿革碑等。2009年11月16日公布为第七批福建省文物保护单位。